# 藍染惣右介
藍染惣右介（日语：／ Aizen Sōsuke）是日本漫畫《BLEACH》中的登場人物。原為屍魂界擔任護廷十三隊五番隊隊長的死神，多年前篡位成為虛圈統治者，後來奪得崩玉時叛離屍魂界並常駐虛圈，是主角黑崎一護於第一部劇情主要對抗的反派人物。

## 人物

### 外表與性格
於劇情初期，擔任護廷十三隊五番隊隊長的死神。特徵為棕色短髮與棕色雙瞳，表面看似有著溫柔的風貌，經常帶著笑容，實際上是個冷酷無情的男人。初期配戴黑框眼鏡，但在背叛屍魂界後摘下眼鏡，將頭髮往後梳理，專長是書法，擔任隊長時期曾開設書法教室親自擔任教學，五番隊副隊長雛森桃的書法就是受他教導。在吉良井鶴、雛森桃、阿散井戀次從學院畢業後，將他們分配到各自的番隊。
曾受中央四十六室指派擔任真央靈術院的教職一段時間。110年前是五番隊副隊長，當時的直屬番隊隊長是平子真子。嗜吃豆腐且喜愛閱讀，但非常討厭煮熟的雞蛋。此外，藍染擅長改良物品，他在浦原喜助被驅離屍魂界後將其發明能隱藏靈壓的斗篷加以改造，讓使用者可藉著灌入些許鬼道的力量達到完全隱藏使用者靈壓與身形的作用。
藍染的戰鬥力突出，能以一根手指接住一護的天鎖斬月，一擊打倒同樣為隊長級的人，八、九十級的鬼道也能捨棄詠唱（他本人虽表示是失敗了，因為鬼道的威力還不及其原本预计的三分之一，但其威力已經很強并击倒狛村左陣），可見他可怕的實力。另外，藍染的靈壓是普通隊長的好幾倍，同时只靠靈壓就能壓倒第六刃葛力姆喬，而藍染在經歷「魂魄組合交換」蛻變後的靈壓更能輕易毀掉斷界裡的拘突，還能使人們在無法察覺到他力量的同時無法承受其力量當場死去。
在叛逃之前曾以死神作為虛的攻擊對象以達到試驗目的，導致志波海燕死亡的改造虛以及抓傷檜佐木修兵後被市丸銀處理掉的特大虛都是他的實驗品。
自視甚高，曾表示屍魂界當中只有浦原喜助是唯一在智能方面超越他的存在。雖然身為屍魂界少數知曉靈王存在的人，但極度厭惡遵從靈王，為此他對於有著高度智力卻選擇服從靈王的浦原喜助抱持著鄙視的態度，甚至不惜激起對屍魂界的謀反，而零番隊成員亦稱企圖拿下靈王的藍染是「極惡之徒」。作者在附錄特典集賦予藍染的關鍵詞為「神」。

### 身世與經歷
在故事開端的百餘年前，當時身為五番隊副隊長的藍染就已經為了尋求超越死神界限的力量，利用好幾百個具備死神力量的靈魂創造了崩玉。某日，他在流魂街的偏僻郊外，和其他死神對當時年幼的松本亂菊下手，雖然亂菊在事後僥倖存活下來，然而當時為了撿柴而路過此地的市丸銀目擊了事發經過，此事也導致銀為了替亂菊報仇，決意當上死神並加入護廷十三隊接近藍染。
浦原喜助接替升遷至零番隊的曳舟桐生、當上十二番隊隊長沒多久，藍染見到當時年紀尚小卻能冷酷殺害五番隊第三席而不為所動的銀，對他表示欣賞的態度，並拉攏他協助自己行動。而當藍染發現即使自己將幾百個具備死神力量的靈魂灌入崩玉裡仍無法滿足崩玉的需求，且得知浦原發明的崩玉也處於不完全狀態，因此計劃將浦原製造的崩玉據為己有並灌入自己創造的崩玉裡。為了找尋崩玉的去向，藍染不僅吩咐東仙要與銀暗中活動，導致平子真子等人陷入虛化，設計中央四十六室對浦原喜助與時任鬼道眾長握菱鐵齋以及平子等人判處極刑，但因四楓院夜一闖入審判會場救走浦原和鐵齋，並協助一行人潛逃至現世，才能讓浦原等人在接下來的百餘年間隱藏在現世之中研究解除虛化的方法，平子真子等人亦以假面軍勢的身分在現世行動。
其後藍染接替平子的職缺，繼任五番隊隊長。接下來的幾十年間，藍染早已察覺銀接近他的動機不單純，但對於銀要如何向他下手感到好奇，因而不動聲色地觀察銀的行動。隨即陸續利用改造後的虛攻擊死神以達到實驗目的，導致五十年前仍就讀於真央靈術院的檜佐木修兵被虛抓傷右頰並留下三道傷痕（後來藍染與市丸銀趕到現場救援吉良、戀次、雛森、修兵時將這隻虛解決掉），時任十三番隊副隊長志波海燕與志波海燕的妻子第三席志波都也因此死在虛的手上（後來這隻虛被十刃NO.9 亞羅尼洛所吞噬）。在藍染取代拜勒崗統治虛圈後，成功創造出首批破面軍團，並揀選出初代十刃成員。另一方面，在吉良、雛森、戀次從真央靈術院畢業後，藍染將三人一併納入五番隊，但後來發現戀次並非絕對服從上級命令的特質，為了保險起見遂將他調往十一番隊；而這項措施也讓戀次得以認識該番隊的第三席斑目一角，其後在對方的指導下開始學習卍解。
二十年前，藍染利用許多死神之魂仿效斬破刀雛型淺打創造出第一隻以死神之魂為基礎的改造大虛「虛白」，派往現世的鳴木市接連襲擊駐於該地的死神，欲藉此計劃測試死神虛化實驗並追蹤假面軍勢等人，但在虛白和抵達現世展開調查的時任十番隊隊長志波一心交戰的期間，滅卻師黑崎真咲為了替一心解危而介入該場戰鬥，雖然真咲藉著誘敵戰術殲滅了虛白，卻因為在作戰期間遭虛白咬傷，連帶讓自己的身體產生了變化，致使一心為了挽救真咲的生命，失去死神的力量。也因此藍染在黑崎一護出生時便有所注意，決定將他當作自己的研究素材。後來藍染徹底調查了浦原的過去和行蹤，得知其透過義骸將崩玉藏在露琪亞體內，遂於故事開段時安排露琪亞於前往現世執行任務時和一護接觸，此外在石田雨龍使用誘餌招引大量的虛時安排一頭基力安襲擊現世。正因為崩玉能夠佔據存在於它周圍的所有心靈，並實現最親近的人的想法，使得茶渡泰虎和井上織姬在露琪亞駐留空座町的三個月期間被崩玉引出了自身的力量。
後來，無形帝國的領導人友哈巴赫曾邀請藍染以「特別記載戰力」的身分為無形帝國效勞，但藍染拒絕了友哈巴赫的邀請，而友哈巴赫對於藍染的決定並不感到意外。

## 劇情表現

### 屍魂界拯救篇
當阿散井戀次和朽木白哉來到現世將露琪亞帶回屍魂界時，藍染在戀次的身上暗地加裝靈壓探測裝置，以便於監控一護的動態。一開始他似乎對露琪亞的處刑和一連串的騷動有疑問，並且給予戀次指導。一般人認為他不知被什麼人被殺害了，不過其實那是藍染的斬魂刀「鏡花水月」的能力（催眠）所作出的偽裝，對處刑的疑問也是裝出來的。其實他是打算處死露琪亞以便於奪取崩玉的禍首，除了殺了中央四十六室所有人並於幕後控制，吩咐東仙要及市丸銀暗中活動以外，還用「鏡花水月」的催眠能力做出讓自己看起來像被暗殺了的偽裝。為了讓對方無法預測準確的處刑日期，他不斷提前處刑的日子，還刻意留下一封直指日番谷冬獅郎為幕後黑手的書信，使得當時身為其副官的雛森桃，為此對冬獅郎產生嚴重的誤會並與其短兵交接，也間接導致了市丸銀與冬獅郎的打鬥。
後來雛森桃因見到藍染安然無恙而上前擁抱他時，藍染持刀刺傷了對方。後來冬獅郎找到了藍染的藏身之處並展開決戰，但藍染以絕對優勢擊敗了冬獅郎，隨後趕來的四番隊長 卯之花烈揭發藍染叛變之事，甚至當面斥責藍染為「大逆不道之罪人」。四番隊副隊長虎徹勇音更利用鬼道「摑址追雀」與「天挺空羅」將藍染叛變的消息傳給護廷十三隊的所有成員。
由於黑崎一護和阿散井戀次等人積極的干預，導致露琪亞的處刑被迫中斷。於此同時，得知藍染叛變消息的其他正副隊長趕到處刑台，但藍染不僅擊敗了前來阻止他的戀次，還利用捨棄詠唱的鬼道「黑棺」瞬間擊倒七番隊長 狛村左陣，從露琪亞體內取得崩玉之餘，命令市丸銀殺害露琪亞，此時露琪亞的義兄 六番隊長朽木白哉及時現身救下露琪亞，替她擋住了致命攻擊。包含其餘正副隊長與隨後趕到的四楓院夜一企圖牽制藍染、市丸銀、東仙要的行動，卻因為基力安級的大虛打開黑腔，利用反膜救援藍染等人而功敗垂成。
叛逃前夕摘下了眼鏡，亦改變了以往髮型及說話方式，之後與市丸、東仙和基力安級的大虛一起回到多年前已被他篡位統治的虛圈。叛逃後，除了市丸依然稱呼他「藍染隊長」，拜勒崗與葛力姆喬直稱他藍染之外，東仙與其他的破面皆以「藍染大人」來尊稱他。同時屍魂界為了因應藍染叛變後留下的番隊管理人空缺，命令五番隊副隊長雛森桃暫時擔任代理隊長管理五番隊。

### 破面篇
這段時期的藍染換了一套白底黑邊的長衣與袴，並且繫上暗紅色的腰帶。為了要確認黑崎一護的實力程度，而派遣烏爾奇奧拉·西法抵達現世執行調查任務，並且在見到烏爾奇奧拉的探勘影像之後，派遣烏爾奇奧拉將井上織姬帶回虛夜宮（動畫版原創篇，則增加藍染利用「鏡花水月」混淆三名意圖奪取崩玉的破面的劇情）。屍魂界預測他真正的目的是要製造出『王鍵』以前往異次元推翻靈界之王，才會先行將織姬帶回虛圈，以便於運用她的能力，使崩玉能更快發揮作用。實際上藍染將織姬帶來虛圈，是為了將黑崎一護引來虛圈，並且分散屍魂界戰力的陰謀，以便於毀滅空座町。
在虛夜宮的期間曾對市丸銀透露，他想要網羅瓦史托德級大虛以便組成十刃。除了在葛力姆喬·賈卡傑克擅自襲擊現世後的稟報過程中，出言制止被東仙要斬斷左臂而企圖攻擊東仙的葛力姆喬並將他從十刃除名之外，還為了見證織姬的「盾舜六花」能力，命織姬治療葛力姆喬的左臂，默許重獲左臂的葛力姆喬殺害遞補為第六刃的魯畢。並且在十刃會議利用靈壓阻止再次擅自行動的葛力姆喬，使其不敢造次，指示所有十刃成員待在各自的行宮待命。
其後，藍染特地讓烏爾奇奧拉帶著織姬來到他的房間，他指向身邊放著崩玉的柱狀匣，對織姬聲稱因為信任她，才會讓她知道崩玉的所在處，並委託織姬妥善看管崩玉。儘管織姬知道藍染並非真心信任她，但由於受到藍染先前對她的能力解說影響，因而產生了「利用自己的能力，將崩玉還原至無的狀態」的念頭。更木劍八來到虛圈擊敗NO.5諾伊特拉之後，藍染派遣十刃NO.1史塔克將織姬帶回虛夜宮，還將織姬安置在第五之塔，並委託烏爾奇奧拉守住虛夜宮。隨即率領破面軍團前往現世迎戰護廷十三隊。

### 空座町篇
藍染與市丸銀、東仙要、破面軍團抵達空座町，迎戰護廷十三隊與及後趕來的假面軍勢，設計將前往虛圈的 卯之花烈、虎徹勇音、朽木白哉、更木劍八、草鹿八千流、涅繭利、涅音夢以及一護等人困在虛圈。不僅親手重創了十刃NO.3赫麗貝兒，甚至還將敗給檜佐木修兵的東仙要引爆身軀致死。在現世對陣平子真子，被平子砍傷右臂，其後因適應了平子斬魄刀的顛倒能力而重創了平子，被剛從黑腔出來的一護企圖偷襲，仍舊擋下一護的攻勢。戰鬥中暗地發動了「完全催眠」，重創了護廷十三隊的碎蜂、吉良、狛村、射場、京樂、日番谷與假面軍勢的平子、樓十郎、羅武、莉紗 ，還導致雛森桃被日番谷冬獅郎從後方刺穿了胸膛（因為眾人受到了催眠，誤認為雛森桃是藍染），避開了山本元柳齋重國施展的破道九十六「一刀火葬」，此外他能在虛化一護的攻擊下迅速復原。
後來藍染當面揭露一護目前為止所經歷的事情真相，並提到從一護出生時就已經知道其存在是他所確信及探求的最佳素材，因此才會協助一護的成長，從一護與露琪亞相遇開始至虛圈事件為止的所有戰鬥都由藍染一手策劃，對一護以往至今的戰鬥與實力演化瞭若指掌，正當藍染準備向一護透露他的身世時，一護的父親 黑崎一心卻在此時現身戰場上，令藍染沒能及時透露一護的身世。藍染與一心展開激烈交戰，被逼到瀕臨極限，但因為「崩玉」的作用，開始了「魂魄組合交換」，幾乎已經和崩玉完成結合，卻被忽然現身的浦原喜助以鬼道攻擊，藍染絲毫無傷，更因此進化成身著白衣，臉覆面具的姿態，與一心、浦原、夜一展開激烈交戰，創傷了三人，並再蛻變成髮長過腰，除去面具的模樣。為了進攻被傳送至屍魂界的空座町，藍染後來與市丸銀進入了穿界門。
抵達屍魂界的空座町後，由於自身的靈壓過於強盛，藍染所行經之處，普通人會因為無法承受藍染散發的強盛力量當場喪命，途中藍染遇上了有澤龍貴、淺野啟吾、小島水色等人並追擊他們，隨後與市丸銀會合，反遭到市丸持刀偷襲受傷，由於細胞被劇毒侵蝕，鑲嵌在身上的崩玉也因此掉落，但是藍染卻已完成靈魂蛻變，變成長著三對巨型蝶翼的姿態，將企圖摧毀崩玉的市丸砍傷，徒手扯下市丸的右手並持刀重創他。之後一護結束修練並扛着一心趕到現場，將藍染帶至空座町郊外，兩人再度展開決戰。由於經過斷界裡的修行及受過眾人的協助，成長過後的一護輕易擋下藍染的攻擊，就連藍染施展完整詠唱的破道之九十「黑棺」也被一護擊破，後來藍染更被一刀砍中。但是他再度進化，頭部變成兩側白中間黑的色調，雙眼呈現尖細狀，露出整排的牙齒，額頭與翅膀多出眼睛般的孔縫，四肢前端變成黑色尖錐狀，胸口有三個直排的空洞，翅膀變厚，每隻翅膀尖端長出了虛一般的面孔，藍染稱一護對他而言已經失去了利用的價值，並準備就此了結一護的性命，此時一護對藍染使出了最後的月牙天衝「無月」。
此時藍染一度被「無月」斬成兩半，然而他隨後靠著崩玉的超速再生重新站起來，接著一護卻因為精疲力盡而倒下，其化身也隨之解除；但這一擊已使藍染的力量開始衰弱，他的斬魂刀也逐漸消失。隨後藍染突然遭到鬼道連續攻擊，因為先前浦原趁著藍染鬆懈時順著其他鬼道將新開發的封印鬼道打入藍染的體內並在其被削弱時啟動，這使藍染變回死神的型態並被徹底封印，進攻空座町的計劃也以失敗告終。事後，一護認為藍染從出生開始便天資過人，積極尋覓著能和他站在相同高度的人，但始終沒能尋獲這般對象，因此內心某處渴望能當個普通的死神。
空座町大戰過後，藍染被蒙著面部綁在椅子上移送至新接任的中央四十六室討論處置方式，其後藍染被判囚禁在地下監獄最下層的第八監獄：無間地獄，原本他被判服刑18800年，但因出言不遜的態度激怒了中央四十六室，結果他的刑期被延長至20000年。之後平子真子遞補了藍染叛變後留下的五番隊隊長職缺，重新回到隊長的崗位。至於被藍染重創的赫麗貝兒，也在戰後接受織姬的治療順利康復，並接替藍染成為新任的虛圈領導者。

### 戰後時期
空座町大戰結束後的1年5個月期間，藉由崩玉獲得不死身軀的藍染被束縛五感與肢體行動的縛道困在椅子上，雖然處於被囚禁的狀態，但藍染不但對於先前犯下的罪行毫無悔意，也沒有因為自己被囚禁在監獄裡而感到悲哀。於此同時，地下監獄最底層的「無間地獄」，發生了第八代劍八痣城劍八逃獄的事件，行前痣城解除了藍染單耳、單目和口部的縛道，並詢問他先前在外界行動的細節，藍染不諱言說當時心裡凌亂以至於敗給一護，但也認為這是很有意義的體驗，而他對痣城接下來的行動產生了興趣，欲藉對方的提問預測其行動和結果來打發時間。痣城逃獄後，二番隊隊長碎蜂報告給護廷十三隊時表示，藍染等其他囚犯沒有逃獄的跡象。

### 千年血戰篇
就在無形帝國領導人友哈巴赫率領旗下軍團進攻屍魂界，友哈巴赫曾提到自己此行是要邀請藍染以「特別記載戰力」之一的身分，加入無形帝國旗下為他們效力，但藍染拒絕了友哈巴赫提出的合作要求。後來當友哈巴赫試圖攻擊一護之際，被「B」雨葛蘭·哈斯沃德告知已經超過「影之領域」範圍外活動的時間限制，使友哈巴赫驚覺先前和藍染會面時被對方使用能力混淆他的知覺，因此只得放過一護並返回冰之宮殿。在友哈巴赫殺了靈王且要將屍魂界消滅時，京樂來到無間拜訪告知藍染這件事情，並替他解開其中三道封印（口、左眼、足踝），同時也發現藍染已經靠著自己的力量解開四肢的束縛。事前為了保險起見，中央四十六室甚至要求京樂把無間的鑰匙埋入心臟，若藍染為了搶奪無間的鑰匙而殺了他，無間之門就會永久關閉。
隨後藍染在受到戒備的狀況下從無間釋放，身體被靈壓束縛器固定在無間特製的椅子上，但他釋放的靈壓仍足以輕易壓制靈王之力的奔流，其後更打算要將靈王宮擊落，一度與涅繭利對峙，但中途被星十字騎士團成員「U」納納納·納賈庫普以能力偷襲其受到囚服影響下的靈壓漏洞，使他的靈壓處於五分鐘的短暫麻痺而沒能執行。在星十字騎士團全數覆滅後，友哈巴赫再度抵達屍魂界，其釋放的力量破壞了無間的椅子，使藍染得以自由行動。決戰期間，藍染對友哈巴赫解放「鏡花水月」的完全催眠，偕同隨後趕到的一護和戀次向友哈巴赫展開正面對決，在場唯一沒看過「鏡花水月」解放瞬間而不受催眠影響的一護重創了友哈巴赫，但因藍染過早解除能力，此時友哈巴赫使用「全知全能」的能力改變未來而復活，隨後藍染被友哈巴赫的力量襲擊並束縛住。

### 結局篇
無形帝國戰役落幕後，藍染再度被押回地下監獄囚禁。十年後，當一護和織姬的獨子一勇僅憑單手靈壓徹底消除友哈巴赫殘留在屍魂界與人間的最後靈壓時，藍染在監獄察覺到友哈巴赫的靈壓徹底消失，回憶起友哈巴赫死前道出希望「建立屍魂界、人間、虛圈三界合一，沒有生死之別的無懼世界」的遺言，遂敘述道人類正是因為生存和死亡的恐懼，才會抱持著追尋希望的勇氣，為一護長期以來的冒險和故事尾聲作出註解。

## 斬魄刀

鏡花水月的能力是製造假象及催眠對方。圖中為藍染用鏡花水月製造出十刃No.4烏爾奇奧拉·西法的假象並達到其目的後，再收回鏡花水月的情況。

- 斬魄刀『鏡花水月（Kyoukasuigetsu）』

鏡花水月為催眠系斬魄刀。最初藍染將始解展示給其他副隊長看時聲稱是流水系，以霧和水流的亂反射來擾亂敵人，讓對方自相殘殺，但其實是為了將來對他們使出「完全催眠」舖路。
缺點是若對方看不見或沒看過鏡花水月解放的瞬間，就無法產生催眠的作用。此外，唯一能避開鏡花水月能力的方式，就是在發動「完全催眠」之前碰觸到鏡花水月的刀身。

### 始解
解放語「碎裂吧、鏡花水月」
- 技「完全催眠（Kanzen Saimin）」

只要對方看過一次鏡花水月解放的瞬間，從那瞬間起對方的五感就會被完全催眠，之後每當他將鏡花水月解放時都能讓對方陷入完全催眠，藍染曾以此能力讓多名隊長敗陣。
目前只有第八代劍八 痣城劍八曾於被催眠時察覺到身上的感受跟真實的情況不符，並花了兩天破解「完全催眠」。

## 崩玉融合
崩玉「魂魄組合交換」化

藍染與崩玉完全融合後的形象（第三階段）。

藍染將崩玉嵌在身上並理解其意志後所衍生的蛻變姿態－「超越者」，意指能力已經「超越」虛與死神的範疇，成為不再是兩者能夠輕易干涉的更上位存在。而當完成「最終的月牙天衝」修練的一護與藍染對戰時，藍染亦承認一護也靠著「最後的月牙天衝」到達與自己相同的境界。目前唯二到達此境界的亦只有黑崎一護與藍染惣右介。
- 第一階段

保持死神状态的外貌及力量，但蓝染已经将崩玉嵌入胸口。
- 第二階段

頭部包覆著僅能看見雙眼的面具，身著白色緊身衣，衣服下擺變成多分岔的模樣，移動速度快。
- 第三階段

面具破裂露出臉孔，眼睛變成黑底白瞳（動畫版的眼白部分變成闇紫色），頭髮長得過腰，衣服下擺變成多分岔的模樣，沒有靈壓察覺力的普通人會無法承受他的靈壓而當場喪命。
- 第四階段

額頭多了一條縫，衣服下擺變成連身狀，同時背上生出三對巨大的蝶翼，胸口的虛洞中間呈現十字狀，力量及速度大幅度提高，崩玉閃耀強光時可作出空間移動，連施展鬼道的威力也會大幅提升，另外右手與斬魄刀（鏡花水月）融合。
- 最終階段

額頭出現了第三隻眼睛似的裂縫，人型的臉孔與衣服消失，斬魄刀變為黑色，頭部載上兩側白中間黑的色調、雙眼呈現尖細狀、露出整排的牙齒的面具，頭髮長得過腰，眼睛變為全白，雙足變成黑色尖錐狀，胸口有直排三個虛洞，最上面的孔的中心是崩玉，長著三對非常厚的巨型蝶翼，每一隻翅膀的尖端都長著虛的臉孔一樣的東西，每扇翅膀面都長出一隻黑眼，翅膀的尾端形成尾巴的形狀，翅膀的尖端長著虛的臉孔能發射虛閃或虛彈之類的能量，能造成超大規模爆炸，是超越虛和死神的極限存在。
| 能力（技能）名稱                          | 簡介 |
| ----------------------------------------- | --- |
| 能力『超速再生（Speeding regeneration）』 | 受傷時能迅速再生復原，經崩玉強化的藍染每一階段皆有此能力。完成靈魂蛻變後，即使身體被溶解甚至被斬成兩半都能瞬間再生。 |
| 完全詠唱『黑棺（Kurohitsugi）』           | 完成靈魂蛻變後，其完全詠唱的「黑棺」是超越所有死神的鬼道，產生黑色立方體的空間，頂端有許多黑色十字架，藉著連時空都能扭曲的重力洪流將空間內的一切事物吞沒並毀滅。                                                                                         |
| 技『單盾（El Escudo）』                   | 防禦技，以玻璃狀的薄膜擋下對手的斬擊，但過於強大的衝擊則會讓薄膜的表面產生龜裂。動畫中盾的顏色為淺綠色。 |
| 技『百萬護盾（Million Escudo）』          | 防禦技，為「護盾」的強化版。從背後形成100萬層的盾，可阻擋從死角而來的攻勢。雖然防禦力遠高於「單盾」，但必須在戰鬥前預先設定而無法隨時使用。動畫中盾的顏色為淺綠色。                                                                                      |
| 技『輻烈破（Fragor）』                    | 從翅膀尖端的虛臉張口貯蓄能量，發射出類似虛閃或虛彈之類的能量，僅僅一發光彈擊中時就能造成超大規模爆炸，輕輕一炮的威力就足以毀滅一座山。動畫中的顏色為闇紫色。                                                                                             |
| 技『究極輻烈破（Untrafragor）』           | 藍染最強的招式，為「輻烈破」的強化版。於抓住目標後，六個虛臉的口和六隻翅膀面的黑眼張大將積蓄的能量形成多重的巨大環狀包圍目標，最後集中爆發能量把目標完全摧毀至灰飛湮滅（惟於原作及動畫中因為一護的反擊而施放中斷，未展現其威力）。動畫中的顏色為闇紫色。 |

## 技能與招式

### 鬼道
| 招式名稱                 | 簡介 |
| ------------------------ | --- |
| 破道之六十三「雷吼炮」   | 放出帶有雷的爆炮。 |
| 縛道之八十一「斷空」     | 防禦用的上級鬼道，產生一面半透明的牆壁，可以完美防禦破道之八十九以下的攻擊。 |
| 破道之九十「黑棺」       | 出現一個巨大的黑色立方体般的空間將對手關入，身受暗之刀刃千刀萬剮。 |
| 破道之九十九「五龍轉滅」 | 釋放巨型的龍型靈壓對周圍進行大規模破壞。 |
| 縛道之二十六「曲光」     | 將靈壓制作成透明的帆布蓋在自己身上，使自己隱身。可結合遮罩靈壓的黑色斗蓬，完全隱蔽自己的存在，連發出的聲音也不會被敵人發覺。                                                                                      |
| 「幻象刺擊」             | PSP死神:靈魂升溫 遊戲版原創的攻擊招式。舉起刀催眠，利用鏡花水月產生的幻覺令敵人露出破綻，敵人的攻擊無效同時用刀刺向他。如打中後會令敵人誤以為被地上一股黑暗漩渦給吞噬的錯覺。最後藍染會解除鏡花水月，將敵人拋開。 |

## 卷首語
- 「我們覺得崖壁上的花很美，是因為我們會在崖壁邊停下腳步，不像那些花朵，能朝著天空踏出毫無恐懼的一步。」── 單行本第十二集。
- 「每個人其實都是猴子的仿製品；而每個神也都是人類的仿製品。」 ── 單行本第四十八集。

## 備註
1. ↑  年齡比平子真子、四楓院夜一、黑崎一心等人小，比朽木白哉年長
2. ↑  《Bleach》漫畫第391章
3. ↑  《Bleach》【SOULs】公式集
4. ↑  《Bleach》漫畫第532章
5. ↑  《Bleach》漫畫第408章
6. ↑  《Bleach》漫畫第409章
7. ↑  《Bleach》漫畫第405章
8. ↑  《Bleach》漫畫第421章，特輯篇Vol.3
9. 1 2 3  《Bleach》官方小說『Spirits are forever with you』
10. ↑  《Bleach》【THE REBOOTED SOULS】特典集
11. ↑  《Bleach》漫畫第414章，漫畫第415章
12. ↑  《Bleach》漫畫第416章
13. ↑  《Bleach》漫畫第-97章
14. ↑  《Bleach》漫畫第414章
15. ↑  《Bleach》漫畫292章
16. ↑  《Bleach》漫畫第533章，漫畫第534章，漫畫第535章，漫畫第536章
17. 1 2 3  《Bleach》漫畫第397章
18. ↑  《Bleach》漫畫第401章
19. ↑  《Bleach》漫畫第510
20. ↑  《Bleach》249章
21. ↑  《Bleach》漫畫第423章
22. ↑  《Bleach》漫畫第479章
23. ↑  《Bleach》漫畫第486章
24. ↑  《Bleach》漫畫第514章
25. ↑  《Bleach》漫畫第623章
26. 1 2  《Bleach》【UNMASKED】公式集